# Leroy Lita
Leroy Halirou Bohari Lita (ur. 28 grudnia 1984 r. w Kinszasie) – angielski piłkarz grający na pozycji napastnika w Barnsley.
Lita jest wychowankiem Chelsea. W seniorskiej karierze grał w Bristol City i Reading. W roku 2008 przebywał na dwóch wypożyczeniach (Charlton Athletic i Norwich City). W 2009 odszedł z Reading do Middlesbrough. Jego reprezentacyjna kariera rozpoczęła się w drużynie Anglii U21 w 2005 roku, a skończyła się w 2007 roku. Leroy nie przeszedł do pierwszego składu Anglików.